# Mario Sabatini (Regisseur)
Mario Sabatini (* 1927 in Poppi) ist ein italienischer Filmregisseur und Drehbuchautor.
Sabatini drehte zwischen 1966 und 1979 fünf Filme nach eigenem Drehbuch, fast immer unter dem Pseudonym Anthony Green. Dabei war er strengen Budgetlimitierungen ebenso verhaftet wie überschaubarer Distribution und in den jeweiligen Genres strikt den üblichen Schemata folgenden Geschichten. Mitte der 1980er Jahre produzierte er zwei Kinofilme von Lorenz Onorati.

## Filmografie
- 1966: Squillo
- 1971: Un uomo chiamato Dakota
- 1971: Lo sceriffo di Rockspring
- 1974: Delitto d'autore
- 1979: Peccato originale